# 俞山俞氏宗祠
俞山俞氏宗祠位于中国浙江省宁波市鄞州区横溪镇梅山村俞山自然村，清代建筑，民国时期局部修缮，建筑坐西南朝东北，为合院式建筑，由门厅、戏台及两厢、大殿构成，戏台位于明间的门厅后部，大殿地面为泥地，2009年大修，2010年9月公布为鄞州区文物保护单位:431。